# James Francis
James Bicheno Francis (South Leigh, Oxfordshire, Inglaterra, 18 de maio de 1815 – Lowell, Massachusetts, 18 de setembro de 1892) foi um engenheiro britânico-estadunidense, inventor da turbina Francis.
Francis foi um dos membros fundadores da Sociedade Americana de Engenheiros Civis (American Society of Civil Engineers - ASCE). Foi eleito em 1844 membro da Academia de Artes e Ciências dos Estados Unidos.